# 電子攻撃
電子攻撃（英語: Electronic Attack, EA）は、敵が利用する電磁スペクトルを妨害するための活動のこと。下記のように細分化される。
- 電子対抗手段（ECM）
- 対電波放射源兵器（ARW）
- 指向性エネルギー兵器（DEW）

## 電子対抗手段 (ECM)
電子対抗手段（Electronic Countermeasure, ECM）は、単に妨害とも称される。また、妨害を行う装置を電波妨害装置と称する。
妨害の手法は、おおむね4つの軸によって分類することができる。
1. 信号方式 - レーダー信号であるか、通信信号であるか。
2. 攻撃方式 - カバー妨害であるか、欺瞞妨害であるか。
3. 妨害プラットフォームと対象の位置関係 - 自己防御方式であるか、スタンドオフ方式であるか。
4. デコイ（囮）

### 信号方式
通信信号に対する妨害（通信妨害、COMJAM）は、受信機が求める信号から情報を再生する機能を妨げるものである。通常、ノイズ変調によるカバー妨害という形態をとる。
一方、レーダー信号に対する妨害（レーダー妨害、Radar jamming）は、レーダー装置が反射信号から目標の情報を得る機能を妨げるものであり、カバー妨害と欺瞞妨害の双方の攻撃方式が用いられる。なお、プラットフォームにステルス技術を適用することにより、敵レーダー画面上でSN比を下げ、レーダー妨害をより有効化できることから、ステルス技術を受動的なECM技術として分類する場合もある。

### 攻撃方式
カバー妨害（ノイズ・ジャミング, 電力妨害）は、敵の被妨害受信機に対し、敵が求める信号を上回る出力で妨害電波を発することによってSN比を下げるという攻撃手法である。通信妨害の場合、これによって、敵が求める信号を再生できないか、少なくとも再生により得られる情報の品質を大幅に劣化させる。レーダー妨害の場合、レーダー反射波をノイズによって覆い隠し、その存在を覚知できないようにする。
欺瞞妨害は、敵が求める信号とともに偽の信号を受信させることで、誤った情報を与えるという攻撃手法である。この手法は、通常はレーダー妨害に用いられ、目標の位置や速度について誤った情報を与えることでレーダー処理を妨害する。またレーダー以外にも、スプーフィングにより、衛星測位システムと同じ周波数帯、同じ信号フォーマットの妨害信号を送信することにより、取得する座標を誤らせる装置がある。

### 位置関係
自己防御方式の場合、レーダーの目標とされているプラットフォーム自身が搭載する妨害装置によって妨害が行われる。
一方、スタンドオフ方式の場合、レーダーの目標とされているプラットフォームを防護するため、他のプラットフォームに搭載された妨害装置によって妨害が行われる。

### デコイ
デコイ（囮）は、敵を欺瞞して本物の目標と誤認させる目的で展開する装備である。その任務は下記の3つに分けられる。
- 誘惑（seduction） - 敵の攻撃を真の目標からデコイに転換させる
- 飽和（saturation） - 敵の防御を飽和させる
- 輻射強制（detection） - 敵がデコイを攻撃しようとすることで、その姿を曝露するように仕向ける

チャフやフレアは、もっとも古典的なデコイとして知られているが、これらはいずれも誘惑任務のデコイであり、前者は電波、後者は光波を目標帯域としている。

## 対電波放射源兵器 (ARW)
対電波放射源兵器（英語: Anti-Radiation Weapon, ARW）は、電波送信機を物理的に無力化する兵器である。通常、敵防空網制圧（SEAD）作戦において用いられる。

## 指向性エネルギー兵器 (DEW)
指向性エネルギー兵器（英語: Directed-Energy Weapon, DEW）は、送受信機以外の敵資産を電磁波的に攻撃する兵器である。現在のところ、アクティブ・ディナイアル・システム（ADS）に代表されるような非致死性兵器が主流であるが、戦術高エネルギーレーザー（THEL）のように物理破壊可能な兵器も研究されている。